# Laura Ramaciotti
 (Ferrara, 7 gennaio 1972) è un'economista italiana.
Dal 2021 ricopre la carica di Magnifica rettrice dell'Università di Ferrara.

## Biografia
Dopo la laurea in Economia presso l'Alma Mater Studiorum di Bologna nel 1997 ha intrapreso l'insegnamento presso l'Università di Ferrara, raggiungendo il ruolo di professoressa ordinaria di Economia Applicata. Vi è stata direttrice del Dipartimento di Economia e Management dal 2018 e presidente del Consorzio Futuro in Ricerca. Nel luglio 2021 ne è stata eletta rettrice, con decorrenza dal 1º novembre successivo.
Il 21 marzo 2024 la Conferenza dei rettori delle università italiane (CRUI) l'ha eletta a far parte della Giunta esecutiva. Nella CRUI era già coordinatrice della commissione bilancio, economia e finanza delle Università.

## Attività scientifica
Laura Ramaciotti si occupa di politiche per la valorizzazione della ricerca pubblica e per la terza missione, di economia della scienza e di dinamiche dell'open science, proprietà intellettuale e imprenditorialità innovativa. Ha pubblicato su riviste quali Research Policy, Regional Studies, Technovation, The Journal of Technology Transfer. È stata responsabile del rapporto annuale NETVAL per la Valorizzazione della Ricerca Pubblica Italiana e membro del comitato editoriale del rapporto annuale europeo curato da ASTP-Proton per la valorizzazione della ricerca pubblica in Europa. Tra le partecipazioni a convegni e workshop nazionali e internazionali, nel 2021 è stata componente del comitato scientifico organizzatore della Triple Helix Conference, conferenza mondiale ospitata in quell'anno dall'Università di Bologna.